# Lingjing Hutong (metropolitana di Pechino)
Lingjing Hutong (in cinese: 灵境胡同站S, Língjìng hútòng zhànP) è una stazione della linea 4 metropolitana di Pechino. La stazione è entrata in funzione in concomitanza con l'inaugurazione dell'intera linea, avvenuta il 28 settembre 2009. Nelle fasi iniziali del progetto si era proposto di nominare la stazione Ganshiqiao (in cinese: 甘石桥S, Gānshíqiáo zhànP).

## Posizione
La stazione di Lingjing Hutong si trova tra i sottodistretti di Jinrongjie e Changan Avenue, nel distretto di Xicheng, all'incrocio tra North Xidan Road, Lingjing hutong e Picai hutong.

## Struttura e impianti
La stazione di Lingjing Hutong è sotterranea, con binari disposti lungo una banchina centrale. La stazione dispone in totale di tre ingressi, indicati con le lettere B, C e D. L'ingresso C è accessibile alle persone con disabilità motorie.

## Servizi
Le stazioni dispongono di:
- Accessibilità per portatori di handicap (solo uscita C)
- Ascensori (solo uscita C)
- Scale mobili
- Emettitrice automatica biglietti
- Servizi igienici
- Sportello automatico
- Distributori automatici
- Stazione video sorvegliata
- Ufficio polizia

### Orari
Dal 30 dicembre 2010 la linea 4 condivide il percorso con la Linea Daxing; dalla stazione di Lingjing Hutong, relativamente alla linea 4, si operano i servizi come segue:
- Un servizio che copre l'intera tratta, da Anheqiao Nord, da dove inizia la Linea 4, fino a Tiangongyuan, capolinea della Linea Daxing.[6]
- Un servizio ridotto che copre l'intera Linea 4 al quale si aggiunge la fermata Xingong della Linea Daxing, la prima stazione della Linea Daxing, quindi offrendo corse da Anheqiao Nord a Xingong. I passeggeri che intendono proseguire verso sud devono scendere e cambiare binario in direzione Tiangongyuan.[7]

La prima corsa direzione Anheqiao Nord parte tutti i giorni alle 5:21 da Lingjing Hutong, mentre l'ultima alle 23:35. In direzione Tiangongyuan (linea Daxing), il primo treno opera alle ore 5:31 mentre l'ultimo alle 23:08. Inoltre, relativamente al servizio ridotto della linea, l'ultima corsa da Lingjing Hutong parte alle 23:21 e termina a Gongyi Xiqiao alle 23:39.

### Tariffazione
- Lingjing Hutong — Xingong (condiviso con la linea Daxing)
- Lingjing Hutong — Tiangongyuan (condiviso con la linea Daxing)
- Lingjing Hutong — Anheqiao Nord

Dalla stazione di Lingjing Hutong la tariffazione parte da un prezzo di ¥3 (circa €0,40) a seconda della distanza di viaggio totale da percorrere, fino a un massimo di ¥7 (circa €1).

## Interscambi
Fermata autobus